# Deb Lyons

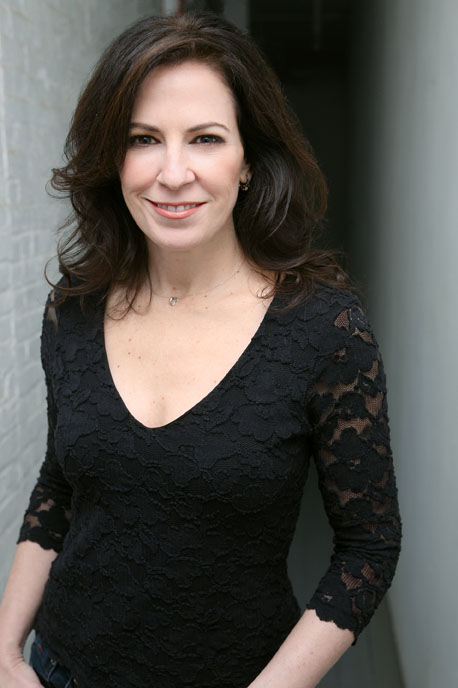

Deborah Lyons es una cantante y escritora de Pensilvania que está muy relacionada con trabajos en Broadway y clubs tales como The Bitter End y The Bottomline.

## Carrera
Lyons ha grabado varias canciones de la mano de Yuki Kajiura en principio con el primer álbum de esta, Fiction, así como numerosas canciones y versiones para el juego Xenosaga II y algunos de Xenosaga III. Además, también grabó varios discos para Sonidos de islas y Para nuestros hijos de Disney.
En ocasiones ha colaborado con cantantes como Emily Bindiger, Carolee Goodgold, Jim Barbaro, Margaret Dorn, Richard Brenckman, Gigi on the Beach, The Mamas & the Papas, y Ed Palemo Big Band. 